# Kerimallapur, Ranibennur
Kerimallapur là một làng thuộc tehsil Ranibennur, huyện Haveri, bang Karnataka, Ấn Độ.